# Norton, Buckland and Stone
Norton, Buckland and Stone – civil parish w Anglii, w Kent, w dystrykcie Swale. W 2011 civil parish liczyła 467 mieszkańców.